# Pere Valls i Duran
Pere Valls i Duran (Sabadell, 20 de febrer de 1869 – Barcelona, 7 de novembre de 1935) va ser un instrumentista i pedagog de contrabaix i compositor. És considerat com un protagonista del moviment nacionalista de músics i compositors que volien crear un estil propi espanyol, vers la fi del segle xix amb Isaac Albeniz i Enrique Granados en inspirar-se de la música popular.

## Biografia
Va iniciar els estudis de música a Sabadell, però més endavant es va traslladar a Barcelona per ampliar-los. Als divuit anys, ja amb un bon domini del contrabaix, va viatjar a la República Argentina i es va establir a Buenos Aires, on va formar part de diferents orquestres. A Buenos Aires va poder ampliar els estudis d'harmonia i de contrapunt, així com els de contrabaix amb José Roveda, deixeble directe del gran contrabaixista italià Giovanni Bottessini. L'experiència que allà va adquirir tant amb el repertori simfònic com en l'operístic va ser decisiva en la seva carrera. L'etapa americana va acabar l'any 1892 quan, per raons familiars, va haver de tornar a Catalunya.
Al mateix any 1892 es va instal·lar a Barcelona i, durant tres dècades, va ser un dels músics més destacats del panorama català pel seu paper rellevant en quatre aspectes diferents. En primer lloc, com a intèrpret, ja que formà part de les millors orquestres de l'època, com l'Orquestra Pau Casals, la Banda Municipal de Barcelona o l'Orquestra del Gran Teatre del Liceu. En segon lloc, com a professor de contrabaix, per tal com ensenyà al Conservatori de Música del Liceu durant més de vint anys i tingué per deixebles la major part dels contrabaixistes del país –Josep Vallespí de la Montgrins o Josep Cervera de l'Antiga Pep, per exemple–, a part de ser autor d'un Mètode per a contrabaix fill de l'escola de Bottessini. En tercer lloc, com a promotor musical, participant activament en diferents associacions musicals com la Unió de Músics de Catalunya, l'Associació Wagneriana de Barcelona o l'Associació Obrera de Concerts. I, finalment, com a compositor.

## Obra
Com a compositor Pere Valls va ser autor de més de cinquanta obres per a diverses formacions, però entre totes elles destaquen les dedicades al contrabaix. D'entre les seves obres per a contrabaix i piano destaca la Suite Andaluza (1918) en quatre moviments –obra que actualment és de repertori en diverses escoles europees de contrabaix com per exemple a la Càtedra "Reina Sofía" de Madrid– les tres Fantasies per a contrabaix i orquestra (compostes entre 1894 i 1917) –una d'homenatge a Bottessini–, el Gran concierto obligado para contrabajo (1906), la Fantasía andante con variaciones, la Gran introducción y tarantella, el Tema con variaciones para contrabajo, la Tarantella-concierto de contrabajo (1893) o la Romanza para Contrabajo y piano, obra que –en la seva transcripció per a violoncel– va ser estrenada pel mateix Pau Casals. El seu catàleg es completa amb obres per a orquestra, per a piano, per a grups de cambra, per a cobla, per a banda, per a instruments solistes, per a orquestra de ball i, fins i tot, una sarsuela. Obres publicades a Clivis Publicacions: Gran concert obligat de contra baix i piano, Llegenda, 4 juguetes, Gran concert obligat de contrabaix i orquestra, Gran concert obligat de contrabaix i piano: Romança, Gran introducció i Tarantel·la, Suite andaluza.

## Discografia
- Pere Valls, Music for Double Bass, Londres, Meridian Records, 2012, interpretada per Leon Bosch i Sun-Suk Kang